# Kalle Anka sover middag
Kalle Anka sover middag (engelska: Self Control) är en amerikansk animerad kortfilm med Kalle Anka från 1938.

## Handling
Kalle Anka försöker ta en tupplur i sin hängmatta, men när han försöker ett litet tag blir han distraherad av en höna som jagar efter tusenfoting och en fågel som hackar i ett träd. Detta gör att hans tålamod tar slut.

## Om filmen
Delar av filmens animation kom att återanvändes i den senare Kalle Anka-filmen Donald's Decision, som var en av 1940-talets propagandafilmer.
Filmen hade svensk premiär den 21 februari 1938 på biografen Spegeln i Stockholm.

## Rollista
- Clarence Nash – Kalle Anka
- Florence Gill – höna[5]